# チューダー・ボルドー
チューダー・ボルドー（Tudor Boldor、1997年11月29日 - ）は、リーガ・ナツィオナーラ・デ・ラグビー、SCMラグビー・ティミショアラに所属するラグビーユニオン選手。

## プロフィール
- ルーマニア出身[1]。
- ポジションはスタンドオフ(SO)。
- 身長 182cm、体重 89kg
- 姉のマリア（英語版）はフェンシング選手。
- U20ルーマニア代表に選ばれたことがある。
- ルーマニア代表キャップは16（2025年2月現在）でラグビーワールドカップ2023のルーマニア代表に選ばれた[2]。

## 略歴
CSAステアウア・ブクレシュティ、CSディナモ・ブクレシュティを経て、2022年、SCMラグビー・ティミショアラに加入。